# Pisco (tỉnh)
Tỉnh Pisco (tiếng Tây Ban Nha: Provincia de Pisco) là một tỉnh thuộc vùng Ica của Peru. Tỉnh Pisco có diện tích 3957 km², dân số thời điểm theo điều tra dân số ngày 11 tháng 7 năm 1993 là 104512 người. Tỉnh lỵ đóng ở Pisco.